# Festuca guaramacalana
Festuca guaramacalana är en gräsart som beskrevs av Stancík. Festuca guaramacalana ingår i släktet svinglar, och familjen gräs. Inga underarter finns listade i Catalogue of Life.